# Reginald John Cash
Reginald John Cash, britanski general, * 1892, † 1959.